# Phasia obesa
Phasia obesa är en tvåvingeart som först beskrevs av Johan Christian Fabricius 1798.  Phasia obesa ingår i släktet Phasia och familjen parasitflugor. Arten är reproducerande i Sverige. Inga underarter finns listade i Catalogue of Life.

## Bildgalleri

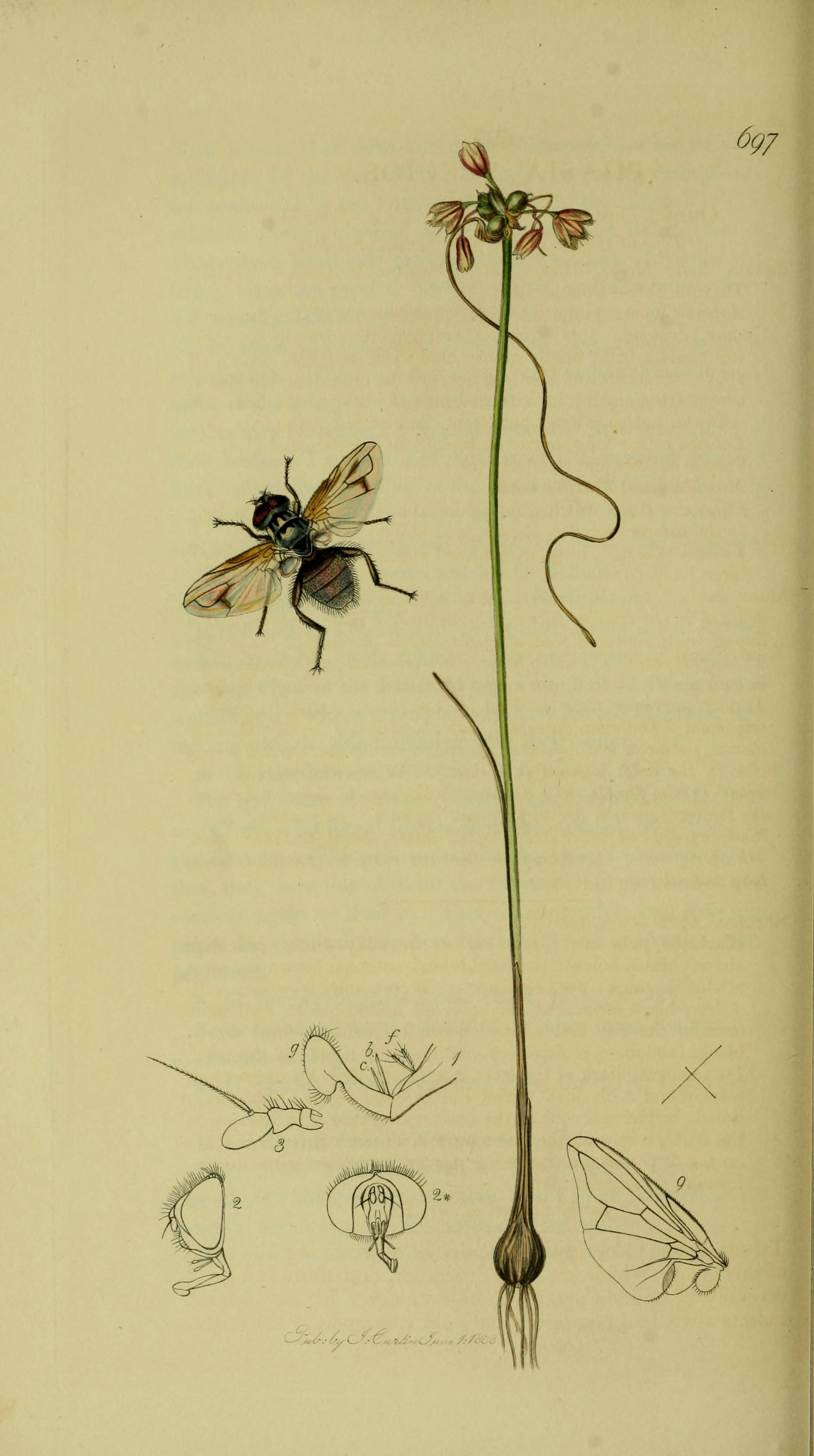